# Desa Gandasoli (administrativ by i Indonesien, lat -6,70, long 107,81)
Desa Gandasoli är en administrativ by i Indonesien.   Den ligger i provinsen Jawa Barat, i den västra delen av landet, 120 km sydost om huvudstaden Jakarta.